# Eslam Qaleh
Eslam Qaleh är en ort i Afghanistan. Den ligger i provinsen Herat och distriktet Kohsan, i den västra delen av landet, nära gränsen mot Iran. Antalet invånare är 18 086.